# El regalo más grande
«El regalo más grande» (originalmente Il Regalo Piu Grande en italiano) es una balada pop interpretada por el cantautor italiano Tiziano Ferro. 
Fue compuesta por el cantautor italiano para su cuarto álbum de estudio, denominado A mi edad. La canción fue lanzada como segundo sencillo del álbum. 
La versión en español de esta canción «El regalo más grande» cuenta con la participación de las ex RBD Anahí y Dulce María para Latinoamérica. Y para España el tema fue grabado con Amaia Montero.

## Vídeo musical
El vídeo musical fue grabado en Nueva York y dirigido por Gaetano Morbioli, al que luego le añadieron escenas de Amaia grabadas sola en Madrid.
A la otra versión española del vídeo simplemente le fueron incluidas escenas con Anahí y Dulce María.

## Lista de canciones
Descarga Digital/EP
1. "Il Regalo Più Grande" – 3:49
2. "El Regalo Más Grande" (con Amaia Montero) (Versión Española) – 3:49
3. "El Regalo Más Grande" (con  Anahí & Dulce María) (Versión Hispanoamericana) – 3:49
4. "Il Regalo Più Grande" (Instrumental) - 3:53

Descarga Digital (solo España)
1. "El Regalo Más Grande" (con Amaia Montero) (Versión Española) – 3:49

## Posicionamiento

### Listas
| País       | Listas          | Organismos               | Mejor posición |
| 2008       | 2008            | 2008                     | 2008           |
| ---------- | --------------- | ------------------------ | -------------- |
| Costa Rica | América Top 100 | Costa Rica Singles Chart | 1              |
| Panamá     | América Top 100 | Panamá Singles Chart     | 2              |
| Paraguay   | América Top 100 | Paraguay Singles Chart   | 2              |
| Venezuela  | Record Report   | Top Latino               | 20             |

### Anuales
| País                 | Chart          | Lista         | Mejor posición |
| 2016                 | 2016           | 2016          | 2016           |
| -------------------- | -------------- | ------------- | -------------- |
| República Dominicana | Monitor Latino | Top pop anual | 98             |